# Tingidae
Pour les articles homonymes, voir Tigre (homonymie).
Famille
Les Tingidae forment une famille d'insectes de l'ordre des hémiptères, du sous-ordre des hétéroptères (punaises). Elles sont facilement reconnaissables à leur aspect de dentelle

## Noms vernaculaires
Les Tingidae s'appellent tingidés ou tigres en français. Elles sont surnommées "Lacebug" : punaises dentelières, ou punaises-dentelle, par les Anglais.

## Description
Les Tingidae ont des antennes à 4 articles en général de même diamètre, n'ont pas d'ocelles (sauf chez certains Vainaidinae). Les tarses comportent 2 articles.
Leur plus grande particularité réside sur leurs hémélytres. Celles-ci sont ornées de nombreuses veinules, forment des aréoles (ou cellules) et donnant l'aspect de dentelle particulière à cette famille. Certaines espèces ont des excroissances en forme d'ampoule sur le pronotum ou les hémélytres, n'empêchant pas leurs capacités de vol. De plus, la majorité des individus sont brachyptères, les formes macroptères pouvant se déplacer sont plus rares. Le téguments des imagos exsudent parfois une substance cireuse blanchâtre. En France, elles mesurent entre 1,5 et 6 mm, le plus grand spécimen est éthiopien et n'atteint pas le centimètre. Le dimorphisme sexuel est faible, les femelles sont un peu plus grandes et ont un abdomen plus large que les mâles.

## Habitats
Ce sont des punaises terrestres, vivant dans les strates arborées, herbacées et muscinales. Elles sont majoritairement xérothermophiles mais quelques espèces sont mésophiles et d’autres hygrophiles. Beaucoup d’espèces non arboricoles peuvent être trouvées sur les arbres, ce sont des individus macroptères en phase de dispersion, c’est notamment le cas en fin d’été Les Vianaidinae sont des hôtes de fourmis.

## Biologie

### Cycle de vie

#### De l’œuf à l'adulte
Les œufs mesurent 0,4 à 0,85 mm de long, avec un opercule entouré d’une collerette. Cette dernière permet les échanges respiratoires avec l’extérieur, mais aussi le passage des spermatozoïdes pour la fécondation de l'œuf. Selon les espèces, le nombre d'œufs peut varier de 20 à 60 chez Tingis ampliata, de 150 à 280 chez Corytucha ciliata et jusqu’à 400 chez Stephanitis pyri. Ils sont pondus isolément ou par petits groupes, un peu distants les uns des autres, sur les tiges ou les feuilles (de préférence sur la face inférieure, le long des nervures). La majorité des espèces insèrent leurs œufs dans le tissu vivant des plantes-hôtes lors de la ponte. Un trou est pré-creusé grâce à l’ovipositeur et l'œuf est inséré dans la fente, élargissant le trou. Le développement dépend surtout de la température, il varie entre 5 et 28 jours selon les espèces et les conditions météo. Certains œufs provoquent la création d’une galle, lors de l’insertion de l'œuf dans la plante. Ces galles compriment les œufs, parfois au point de les tuer, mais pour les autres elles créent une enveloppe protectrice dans laquelle le juvénile pourra se nourrir et muer, jusqu’au stade adulte où elle en ressortira. C'est le cas du genre Copium. Stephanitis rhododendri quant à lui enduit ses œufs d’un fluide sortant de son tube anal, qu’il étale et crée une croute sur l’opercule des œufs, ce qui les protège et les dissimulent.
Il y a 5 stades juvéniles. Leur durée varie selon la qualité et la quantité de nourriture disponible, l’humidité et surtout la température. La période entre l’éclosion et la mue imaginale peut durer entre 2 et 6 semaines. Le premier stade est le plus court, les jeunes muent juste après leur premier repas. Les derniers stades sont également les plus lents. Les mues durent entre 2 et 4 heures, la pigmentation du nouvel individu met quelques heures supplémentaires. Certaines espèces ont un comportement grégaire au stade juvénile I, II et III, par groupe de quelques dizaines d’individus.
Il y a une diapause hivernale, souvent au stade adulte, plus rarement au stade de  juvéniles âgées ou d'œufs. Pour les espèces arboricoles, les individus s’abritent sous les écorces, dans les nids d’oiseaux abandonnés ou dans le tapis de feuilles mortes au pied des arbres. Pour les herbacées vivaces, la diapause se fait peu profondément dans la litière végétale, directement au pied des plantes-hôtes. Dans le cas des plantes annuelles, il y a une phase de migration en quête d’un gîte d’hivernage. Durant leur diapause, les Tingidae perdent environ 15% de leur poids, correspondant à la consommation de leurs réserves de lipides. Cette diminution de masse, ainsi que la mortalité, touche sensiblement plus les mâles que les femelles. Lors de la diapause hivernale, plusieurs jours consécutifs à -13°C laisse très peu de survivants.
Le réveil après la période hivernale dépend des conditions climatiques régionales et du cycle annuel des végétaux.
La majorité des espèces sont univoltines, mais certaines sont bi ou trivoltines. Dans ce dernier cas, il faut plutôt parler de développement continu, car il y a de moins en moins de synchronisation des générations au fil de l’avancement de la saison. Le nombre de cycles dépend surtout de la région géographique et des circonstances climatiques plus ou moins favorables. Les adultes sont observables pendant presque toute la belle saison.

#### Reproduction
Les accouplements ont lieu au printemps. Le mâle commence par s’agiter avec des mouvements rapides et des battements d’ailes, puis il relève ses ailes et se positionne à angle droit de la femelle. Il glisse son abdomen sous celui de la femelle et recouvre la plupart du temps l’abdomen de la femelle avec ses ailes. Le mâle s’agrippe à la femelle avec plusieurs de ses pattes, ils restent accrochés à angle droit, ou légèrement aigu, comme les aiguilles d’une montre. L’accouplement dure 8 à 10 h chez Tingis ampliata, et presque toute la journée chez Galeatus maculatus. La période d’accouplement dure entre quelques semaines et trois mois selon les espèces. La période de préoviposition est courte (quelques jours), ce qui signifie que lorsque l’accouplement à lieu, l’ovogenèse est déjà bien avancée.

#### Dispersion
Les Tingidae sont peu actives, elles se déplacent lentement, avec une faible capacité de dispersion dû à la faible proportion d’individus macroptères. Néanmoins, certaines espèces sont capables de se disperser en volant sur de courtes distances (souvent en été avec les jeunes adultes ou en automne avant l’hibernation). Cela ne concerne que des populations macroptères, d’espèces arboricoles ou vivant sur des plantes annuelles.

### Alimentation
Ce sont des phytophages strictes, sur les parties aériennes des végétaux vivants. Leur régime alimentaire va de la monophagie à la polyphagie englobant plusieurs familles de plantes. Leur salive à faible cytotoxicité est injecté à l’intérieur d’une cellule, qui est ensuite aspiré, provoquant la mort de la cellule. Une piqûre varie de 2 à 30 min.
La myrmécophilie est suspectée chez plusieurs espèces mais ça n’a pas été démontré. Il est probable que ce soit simplement une affection des mêmes milieux, associé à une tolérance entre ces espèces. Elle a toutefois été démontrée pour des Vianaidinae.

### Prédation
Des prédations ont été observées de la part d’araignées, dermaptères, coccinelles, carabes, larves de chrysopes, Reduviidae et Anthocoridae. De plus, les Miridae du genre Stethoconus sont des prédateurs spécialisées sur les Stephanitis : les juvéniles et adultes d'une espèce se nourrissent des juvéniles et adultes de l'autre.
Il existe également de l'endoparasitisme des œufs et des juvéniles de nombreuses espèces par des microhyménoptères de la famille des Mymaridae.

### Impact sur les cultures

#### Ravageurs
Certaines espèces sont ravageuses, dans les vergers et les cultures. En France, il s'agit notamment de Stephanitis pyri, S. rhododendri, Monosteirma unicostata, Corythuca ciliata. Une lutte chimique est souvent mise en place pour diminuer les populations mais des recherches pour l’utilisation de champignons pathogènes sont en cours. A chaque piqûre pour se nourrir, une cellule est vidée et meurt. Les zones piquées de la plantes se décolorent (dû à la perte de chloroplastes), créant des petits points jaunes verdâtres. Selon le nombre d'individus, les zones touchées sont simplement pictées de jaune ou se dessèchent, provoquant la mort des feuilles, des rameaux ou du pied entier.
Le Tigre du Platane est  une punaise envahissante originaire d'Amérique. Elle est apparue, pour la première fois en Europe, en 1964 en Italie, et a été repérée en France d'abord à Antibes en 1975. On la trouve également en Espagne, en Autriche et dans le Sud de l'Allemagne. Elle se nourrit exclusivement au détriment des feuilles du platane. N'ayant pas d'ennemis naturels en Europe, son expansion n'est limitée que par les conditions climatiques. Chaque année, trois générations se succèdent sur les platanes des régions méditerranéennes. On peut trouver, en observant à la belle saison la face inférieure des feuilles des platanes infestés, aussi bien les œufs, que les mues et individus vivants aux différents stades de leur cycle de développement, de la jeune larve à l'imago. L'hibernation se passe sous l'écorce des arbres. Les dégâts sur les arbres se manifestent par une décoloration blanchâtre de la face supérieure des feuilles, la production de miellat à la face inférieure et le développement de fumagine ; puis les feuilles jaunissent et tombent prématurément et les arbres affaiblis deviennent plus sensibles aux attaques de maladies cryptogamiques.

#### Auxiliaires
Quelques espèces sont utilisées pour combattre certaines plantes envahissantes dans les cultures, comme les Verbanaceae buissonnantes : Teleonemia scrupulosa, Leptobyrsa.

## Galerie

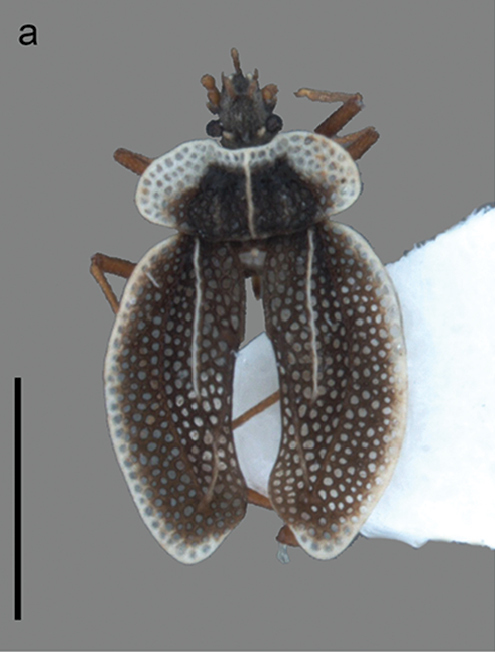
Cantacaderinae: Zetekella henryi, Équateur.
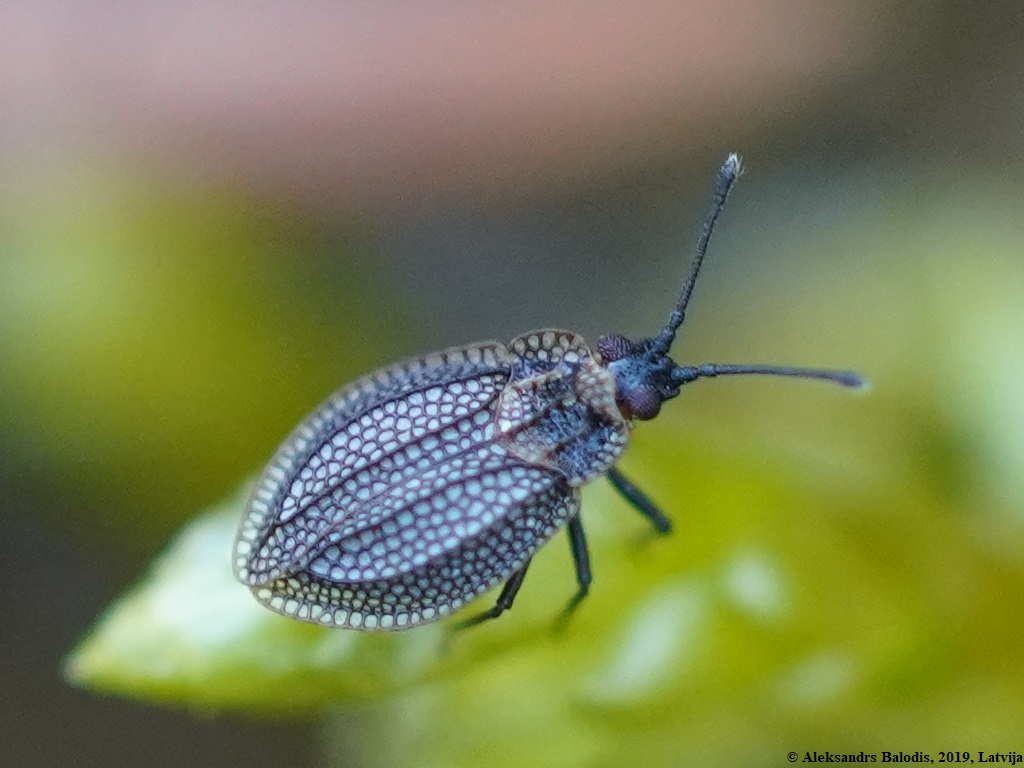
Tinginae, Tingini: Acalypta nigrina, Lettonie
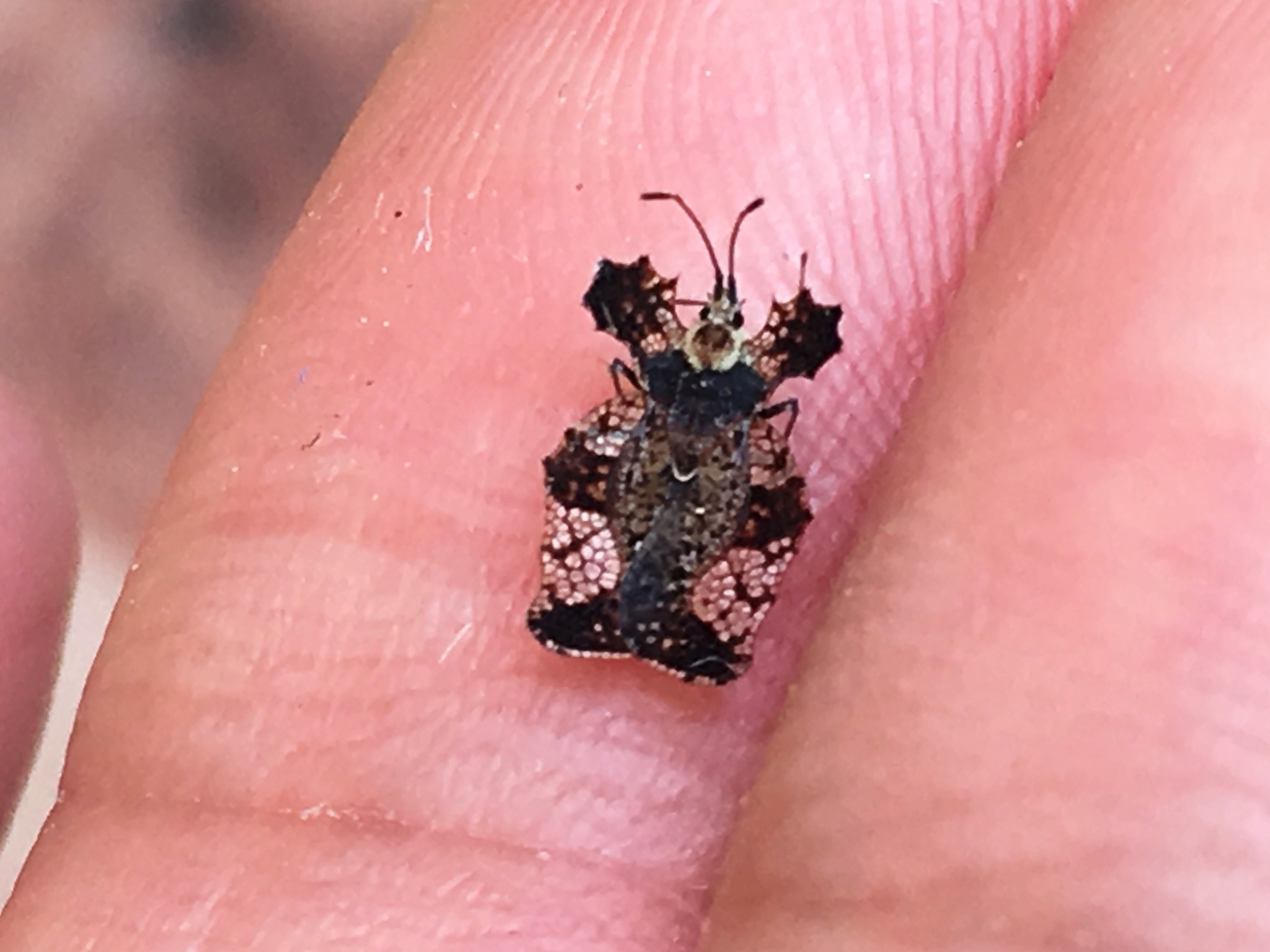
Tinginae, Tingini: Ammianus erosus, Philippines
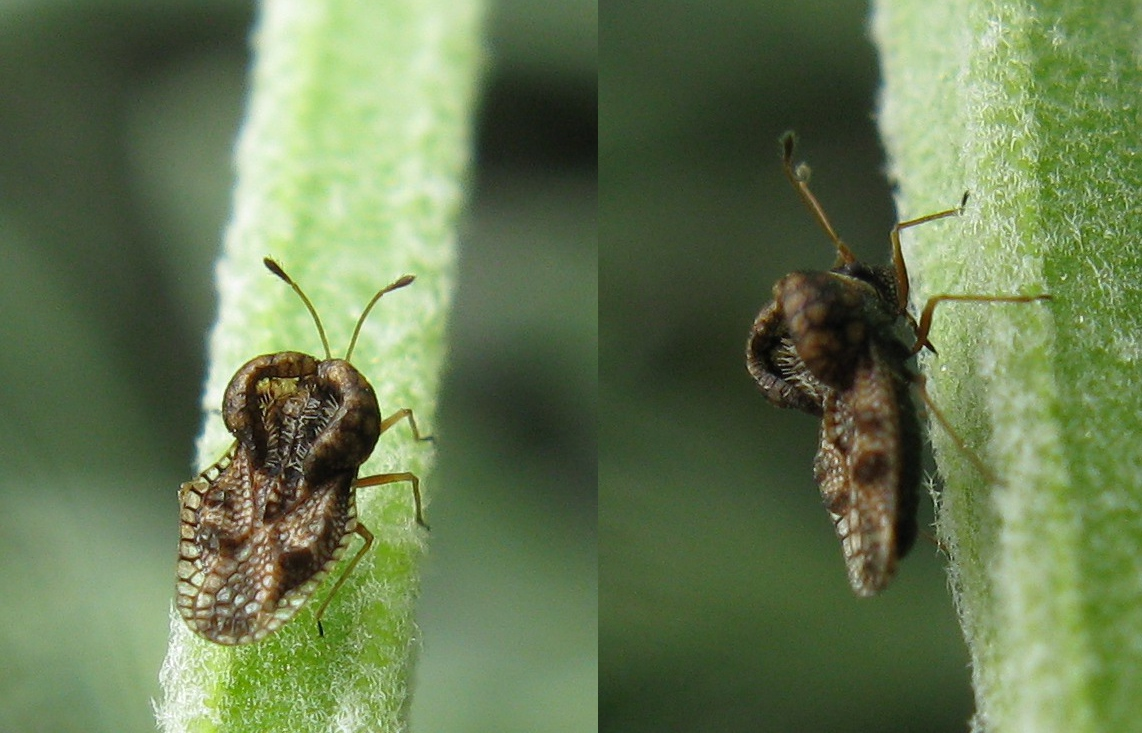
Tinginae, Tingini: Cochlochila sp, Afrique du Sud
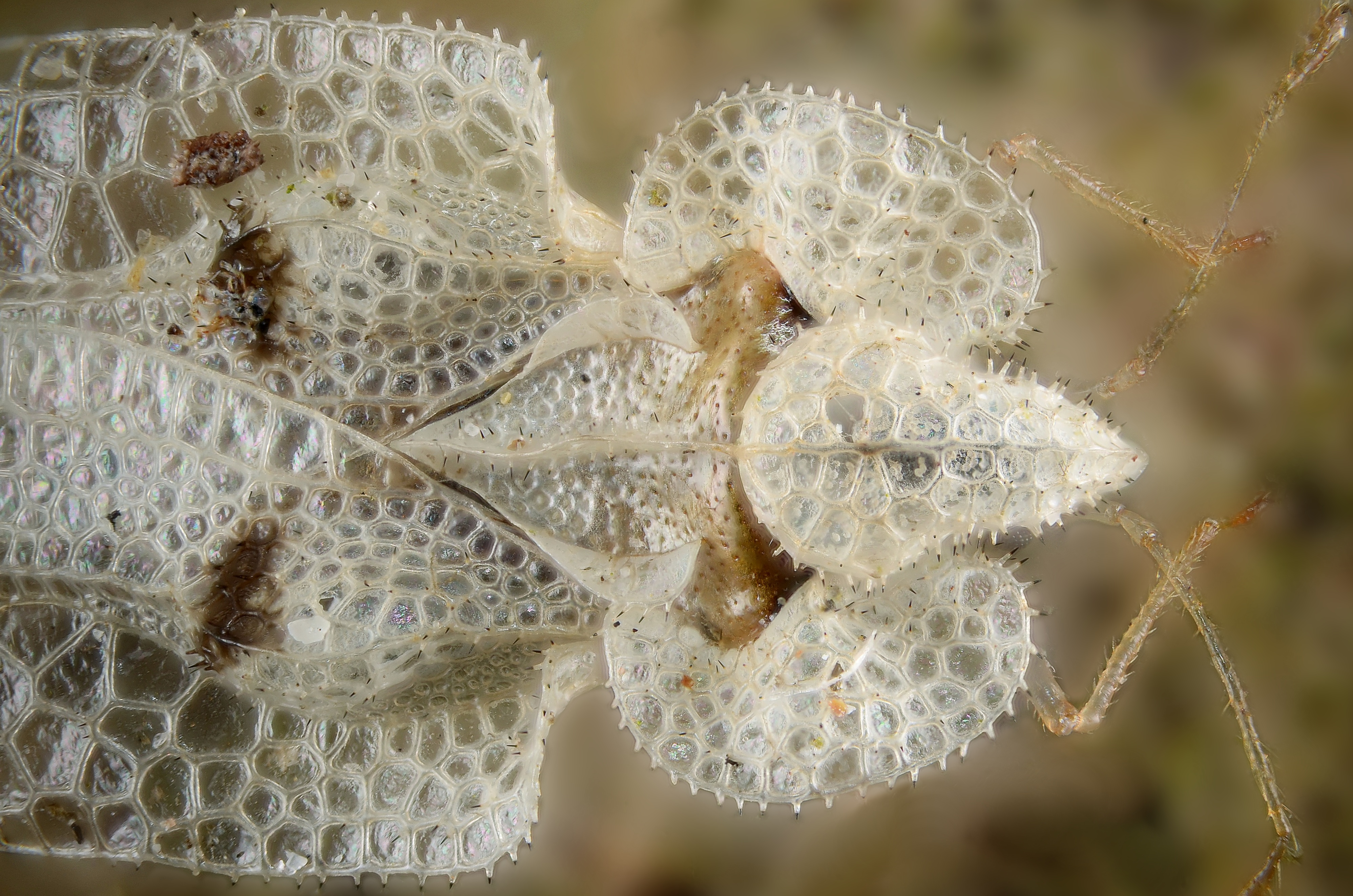
Tinginae, Tingini: Corytucha ciliata, le Tigre du platane, Belgique
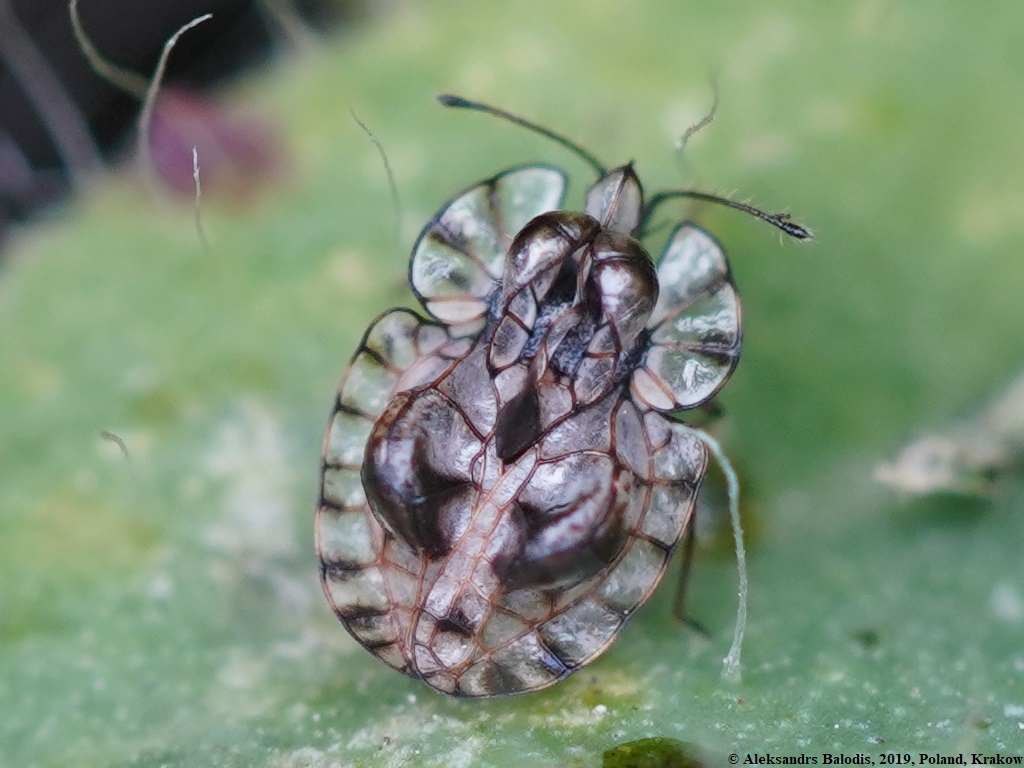
Tinginae, Tingini: Galeatus maculatus, Pologne.
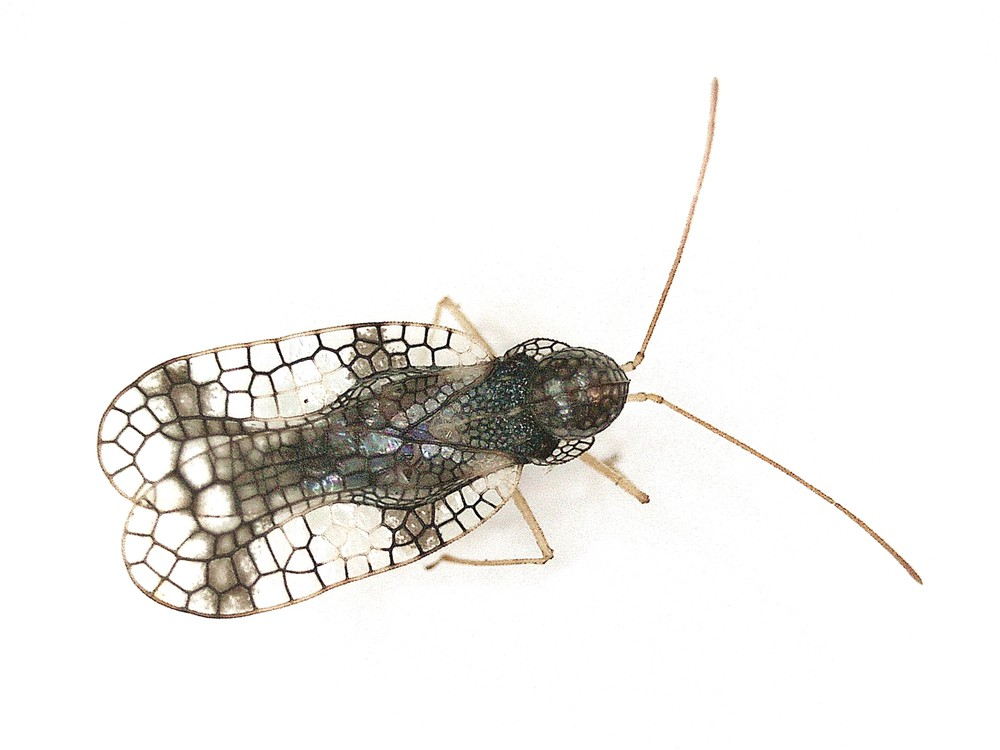
Tinginae, Tingini: Stephanitis takeyai, Pays-Bas
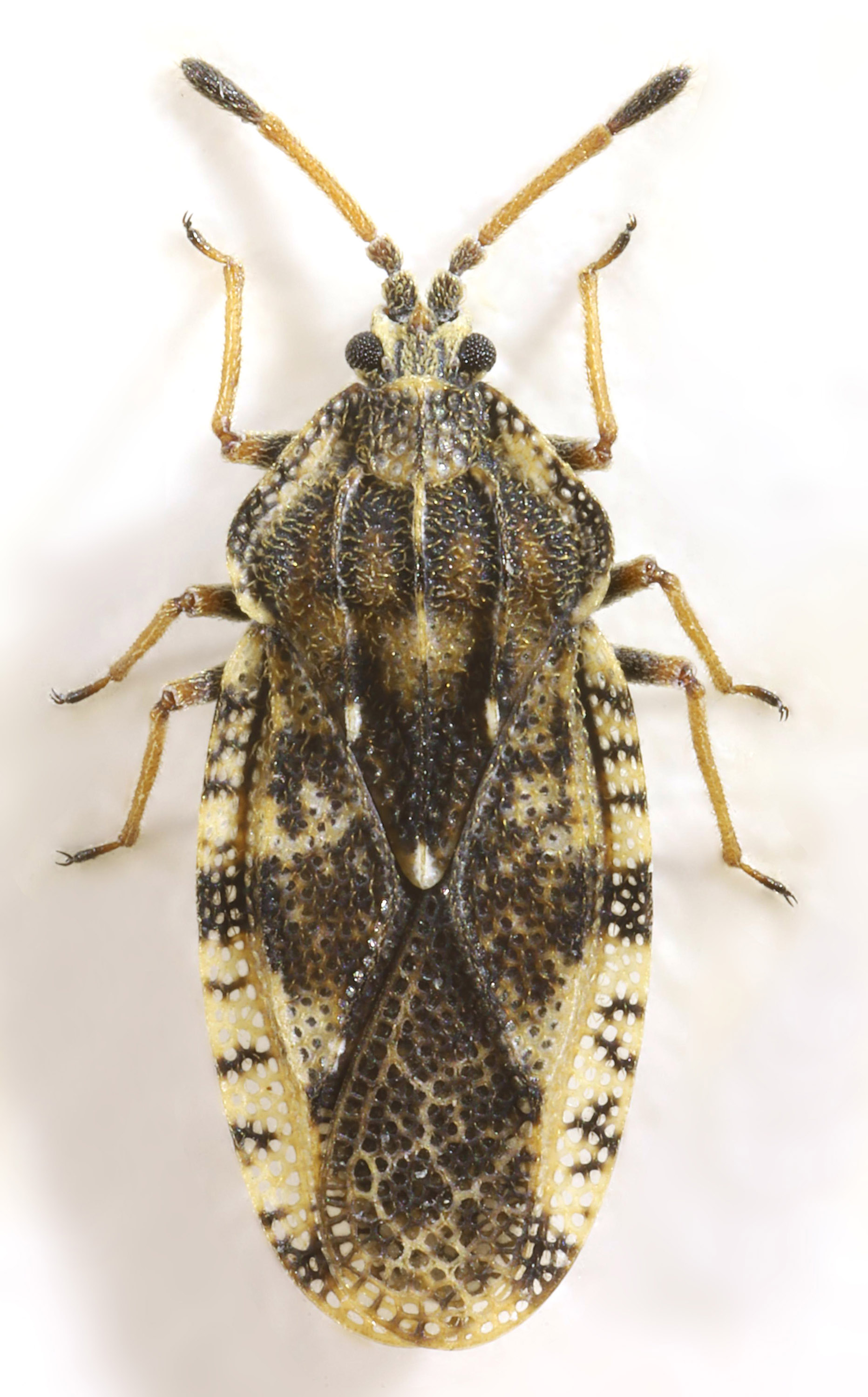
Tinginae, Tingini: Tingis cardui, Pays de Galles
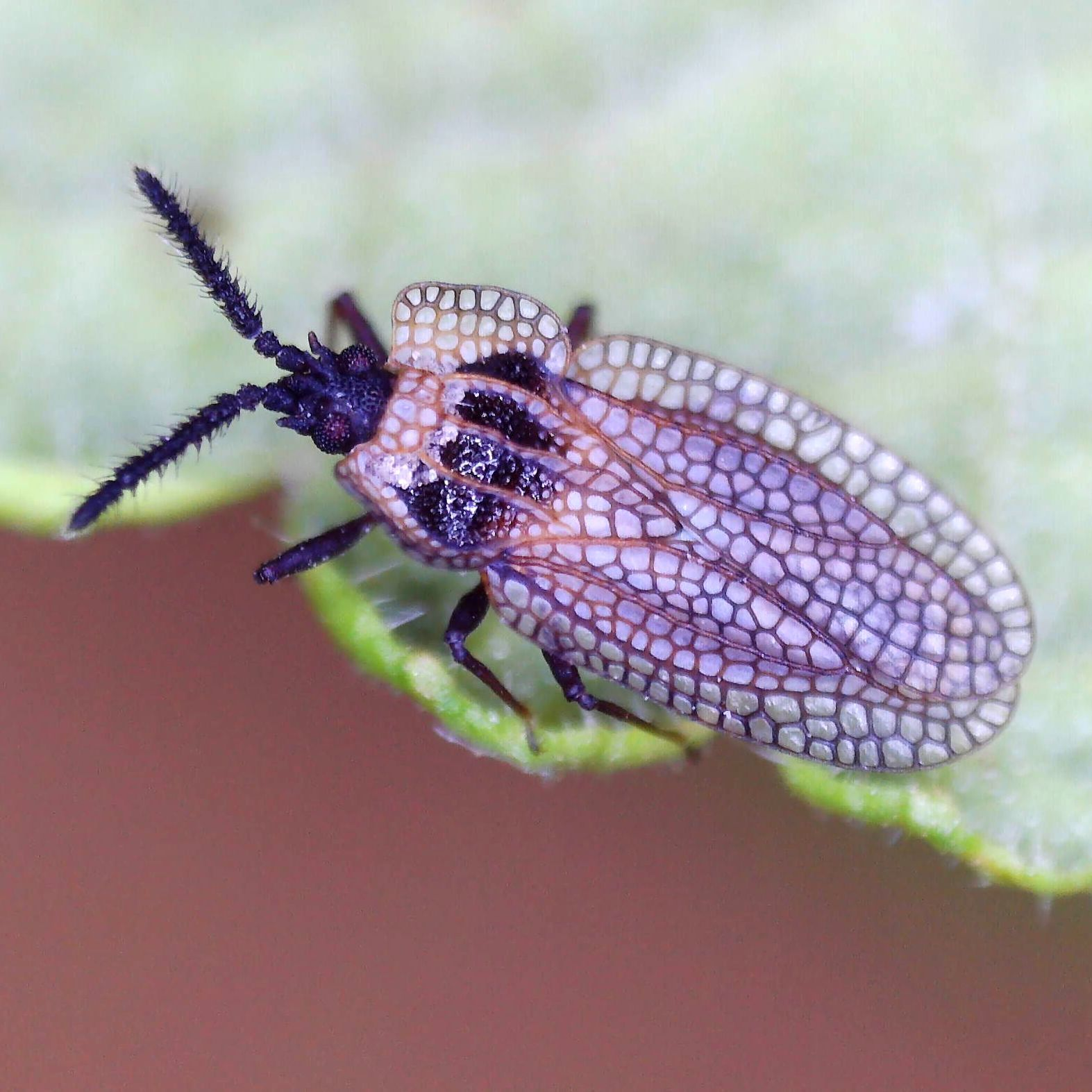
Tinginae, Ypsotingini : Kalama tricornis, Grande-Bretagne.
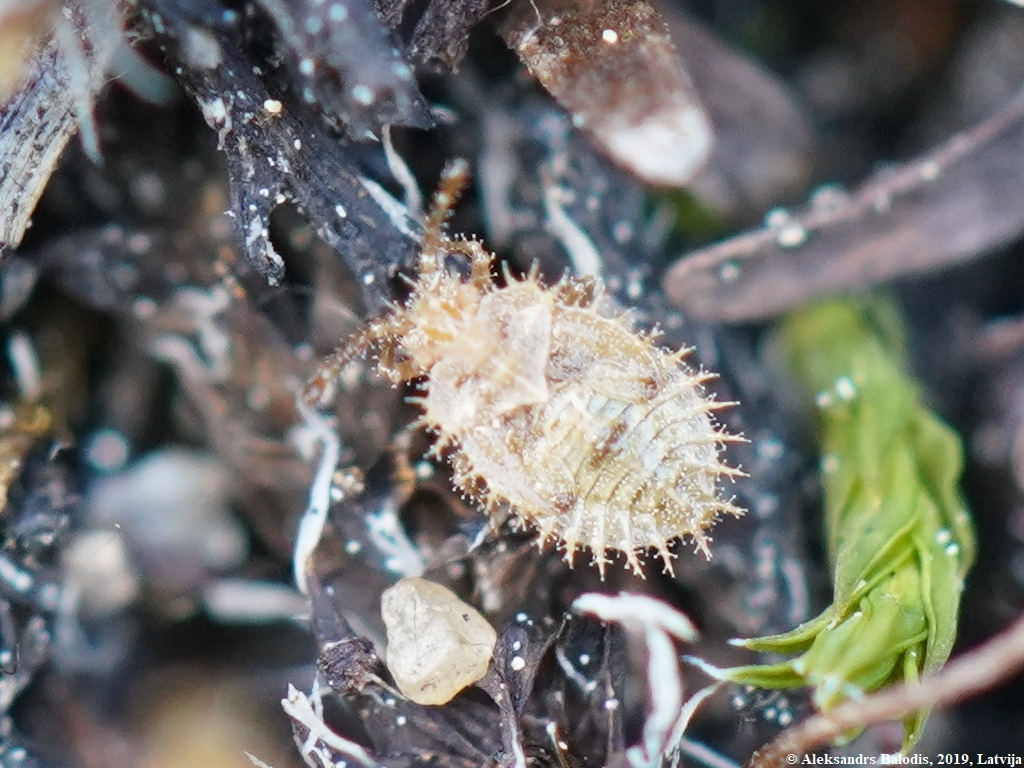
Juvénile de Lasiacantha capucina, Lettonie

## Systématique
La famille des Tingidae a été décrite par l'entomologiste français Francis de Laporte de Castelnau en 1832. Carl Stål y avait inclus les Piesmatidae, et il faudra attendre les travaux de Leston, Pendergast & Southwood (1954) pour comprendre pourquoi ces derniers font partie des Pentatomomorpha et non des Cimicomorpha.
Les Tingidae sont considérés comme faisant partie de la super-famille des Miroidea (avec les Miridae et les Thaumastocoridae), mais l'hypothèse d'une super-famille séparée, les Tingoidea a également été avancée, qui auraient également compris les familles fossiles des Hispanocaderidae et des Ignotingidae.
Parmi les principaux entomologistes ayant travaillé sur cette famille, on peut mentionner Franz Xaver Fieber en 1844, qui en a fait la description classique, Carl John Drake avec près de 120 genres décrit, ainsi que William Lucas Distant, Jean Péricart, Carl Stål, Géza Horváth, et Higor Daniel Duarte Rodrigues, entre autres.

### Fossiles
De très nombreux fossiles de Tingidae ont été retrouvés. Le plus ancien, nommé Archetingis ladinica, a été retrouvé au Monte San Giorgio, au Tessin en Suisse, et remonte au Longobardien ou Ladinien, à entre −242 à −235 millions d'années (Trias moyen). Avant cette découverte, les plus anciens remontaient à l'Aptien (−125 à −113 millions d'années, au Crétacé inférieur).

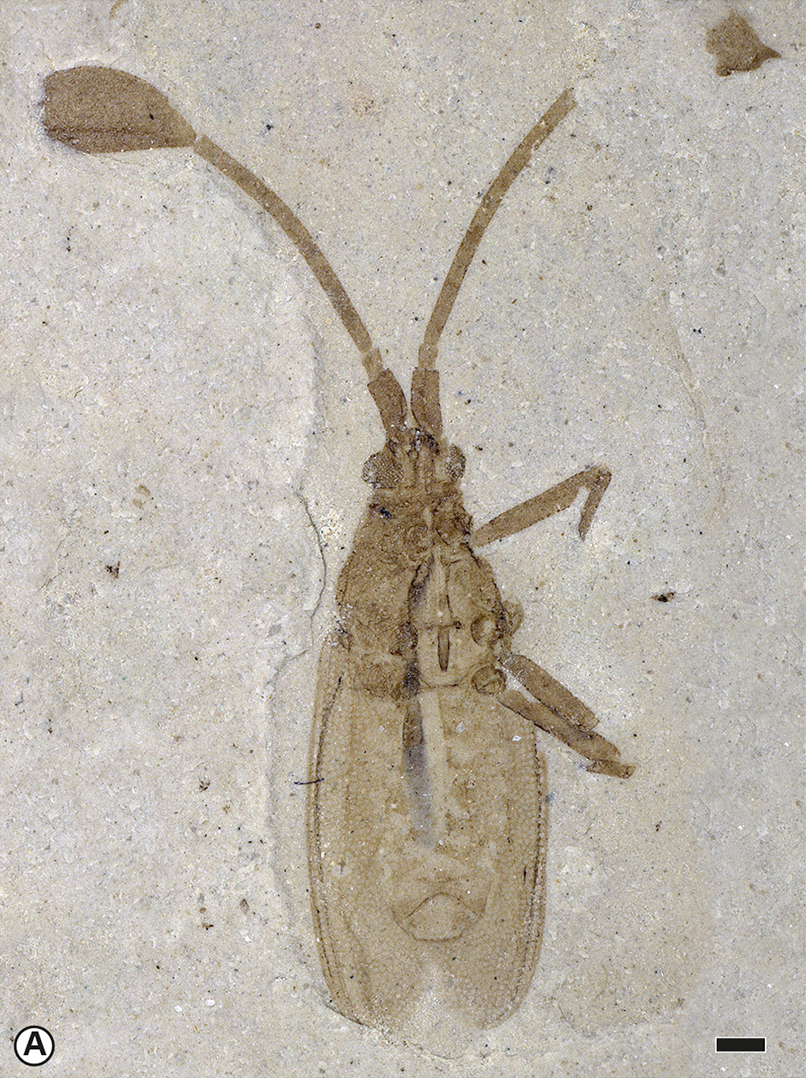
Gyaclavator kohlsi, fossile de l'Éocène (-50 à -46 millions d'années)
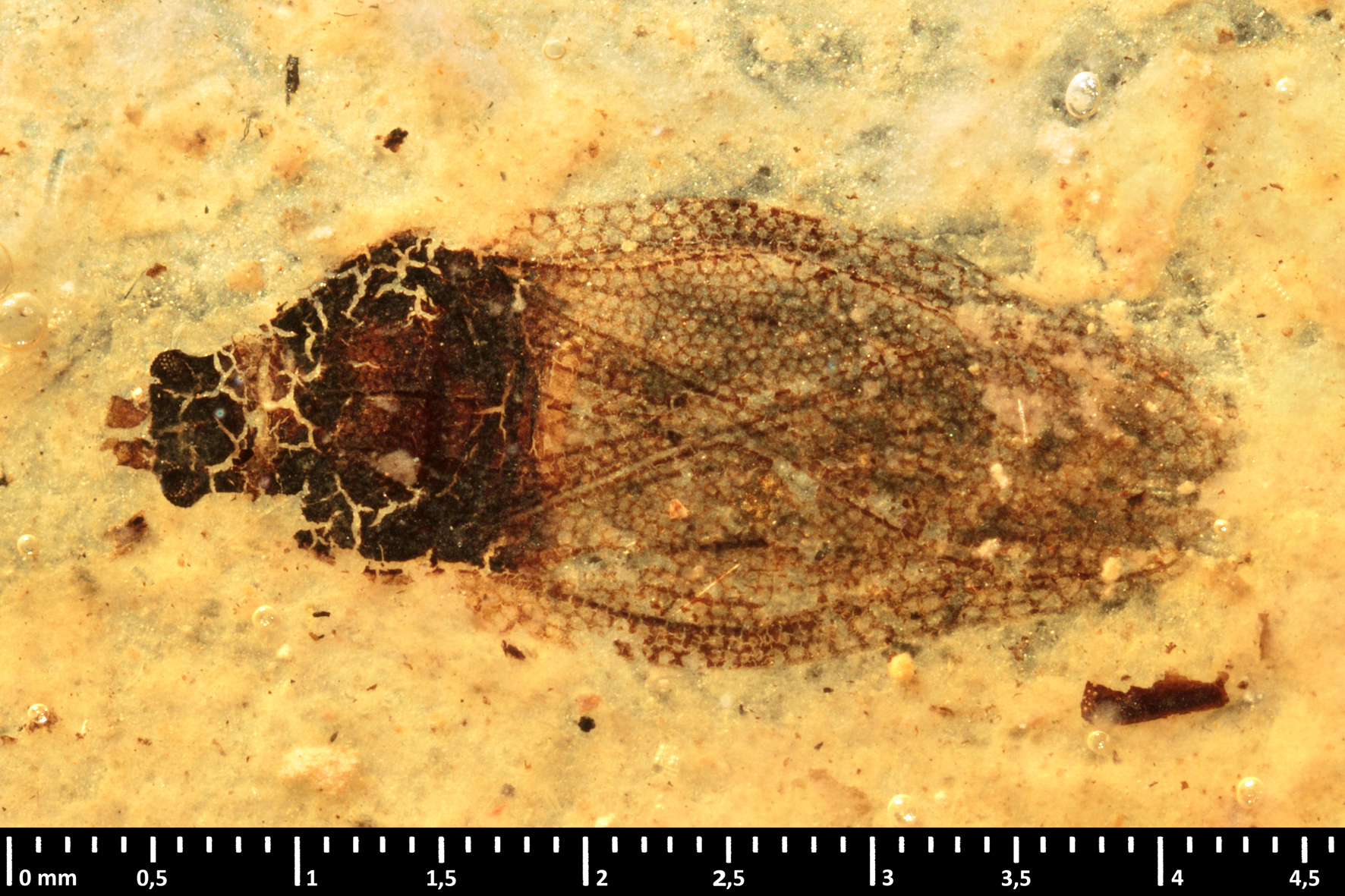
Miotingis cantalensis, fossile du Miocène (Messinien, -7,2 à -5,3 millions d'années
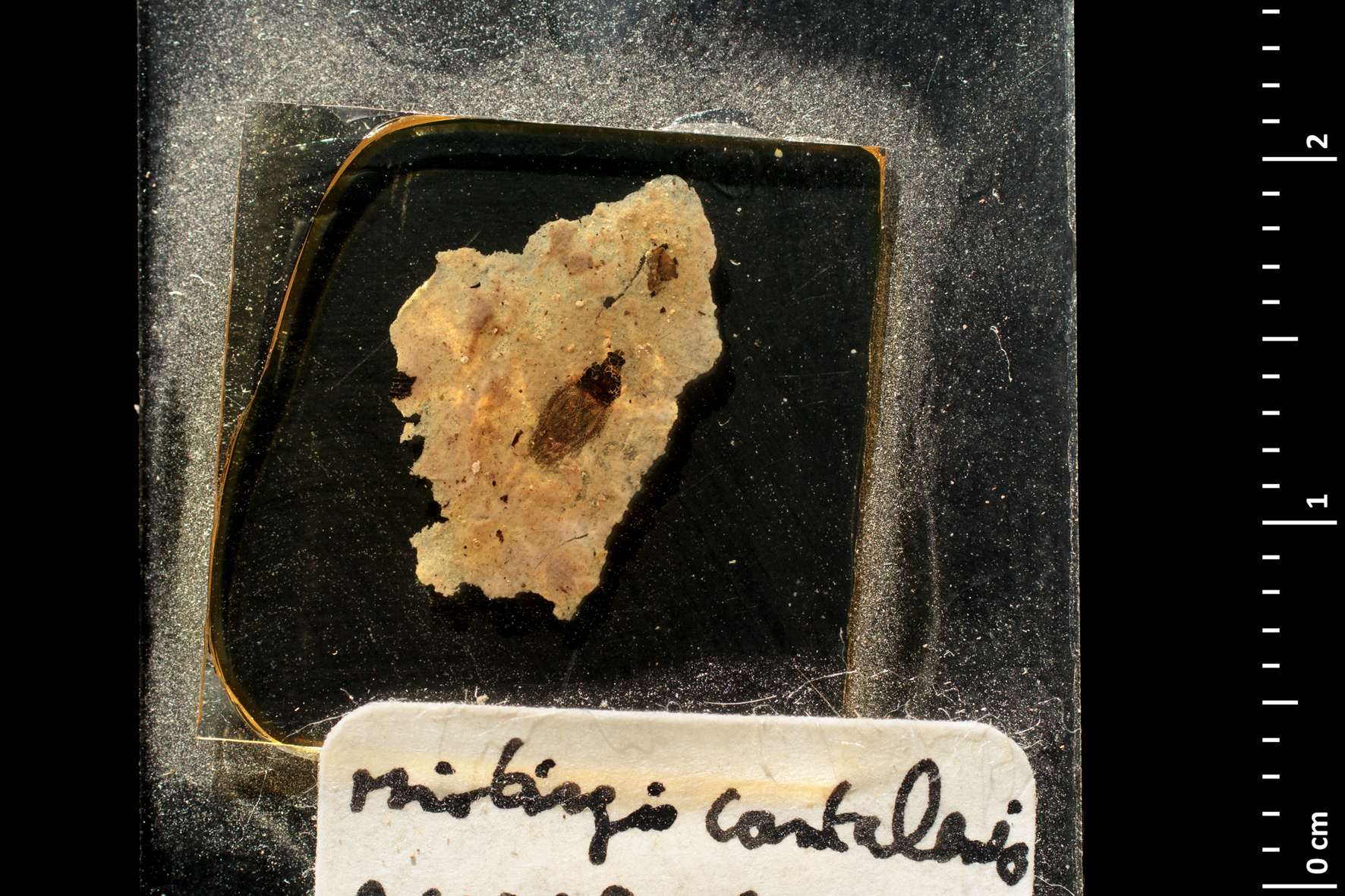
Fragment de roche avec le fossile de Miotingis cantalensis, trouvé dans le Cantal, France.

### Divisions
La famille des punaises-dentelle se divise en trois sous-familles existantes :
- Cantacaderinae Stål, 1873
- Tinginae Laporte, 1832
- Vianaidinae Komilev, 1955

Ces sous-familles ont parfois été considérées comme des familles à part entière, notamment les Vianaidinae,,.
Les Tingidae comptent près de 320 genres, pour plus de 2600 espèces dans le monde, répartis sur toutes les terres habitables du globe. En France, la famille est représentée par environ 25 genres et 90 espèces,.